# George West (Texas)
George West es una ciudad ubicada en el condado de Live Oak en el estado estadounidense de Texas. En el Censo de 2010 tenía una población de 2.445 habitantes y una densidad poblacional de 487,11 personas por km².

## Geografía
George West se encuentra ubicada en las coordenadas 28°19′48″N 98°7′6″O / 28.33000, -98.11833. Según la Oficina del Censo de los Estados Unidos, George West tiene una superficie total de 5.02 km², de la cual 5.02 km² corresponden a tierra firme y (0%) 0 km² es agua.

## Demografía
Según el censo de 2010, había 2.445 personas residiendo en George West. La densidad de población era de 487,11 hab./km². De los 2.445 habitantes, George West estaba compuesto por el 91.57% blancos, el 0.9% eran afroamericanos, el 0.49% eran amerindios, el 0.33% eran asiáticos, el 0% eran isleños del Pacífico, el 5.48% eran de otras razas y el 1.23% pertenecían a dos o más razas. Del total de la población el 50.59% eran hispanos o latinos de cualquier raza.